# Oscar Isaac
Óscar Isaac Hernández Estrada, bolj znan samo kot Oscar Isaac, gvatemalsko-ameriški igralec, * 9. marec 1979, Gvatemala, Gvatemala.
Rodil se je v globoko verni krščanski družini očetu zdravniku kubanskega rodu in gvatemalski materi. Kmalu po njegovem rojstvu se je družina preselila v Združene države Amerike, po nekaj selitvah so se ustalili v Miamiju. Že v otroštvu je bil izrazito ekstrovertiran, zaradi raznih potegavščin, s katerimi je zabaval sošolce, je bil izključen iz svoje prve šole. Po srednji šoli se je vpisal na kolidž Miami Dade in, odločen postati igralec, pričel nastopati na lokalnih odrih. Hkrati je deloval kot frontman ska punk skupine Blinking Underdogs. Opazil ga je gledališki režiser in producent John Rodaz, ki ga je spodbudil, da se je vpisal na prestižni konzervatorij Juilliard School v New Yorku.
Po nekaj manjših filmskih in televizijskih vlogah, med njimi v filmih Agora (2009), Robin Hood (2010) in Drive (2011), je dobil glavno vlogo kantavtorja v romantični drami O Llewynu Davisu (2013), ki je zanj pomenila preboj in mu prinesla nominacijo za zlati globus za najboljšega igralca v filmskem muzikalu ali komediji. Leta 2015 je nato doživel svetovno slavo, najprej z glavno vlogo v miniseriji Show Me a Hero, za katero je prejel zlati globus v svoji kategoriji, še bolj opazno pa v sicer stranski vlogi pilota Poeja Damerona v Vojna zvezd: Epizoda VII – Sila se prebuja, ki jo je ponovil še v ostalih dveh delih nadaljevalne trilogije iz serije Vojna zvezd.
Odtlej se pojavlja v raznolikih vlogah, od dramskih do znanstvenofantastičnih, kot je karizmatičen, a rahlo neuravnovešen izumitelj umetne inteligence v Ex Machina (2015) in vojvoda Leto Atreides v Dune: Peščeni planet (2021), ter v filmih o superherojih.